# Lysandra quadripuncta
Lysandra quadripuncta är en fjärilsart som beskrevs av Courv. 1903. Lysandra quadripuncta ingår i släktet Lysandra och familjen juvelvingar. Inga underarter finns listade i Catalogue of Life.